# Sélénourée
La sélénourée est un composé chimique de formule Se=C(NH2)2, analogue sélénié de la thiourée S=C(NH2)2 et de l'urée O=C(NH2)2. Cette molécule présente l'un des rares exemples d'une double liaison stable C=Se. Elle est utilisée en synthèse organique pour produire des hétérocycles séléniés, mais a été sensiblement moins étudiée que ses analogues thio et oxo en raison de l'instabilité et de la toxicité des composés organoséléniés.

## Synthèse
La sélénourée a été synthétisée pour la première fois en 1884 par Auguste Verneuil en faisant réagir du séléniure d'hydrogène H2Se avec du cyanamide CN2H2 :
H2Se + N=CNH2 → SeC(NH2)2.
Bien que cette réaction ait pu être mise en œuvre à l'échelle industrielle, des procédés plus modernes conduisent à la synthèse de dérivés substitués de la sélénourée, qui peuvent être produits en utilisant des isosélénocyanates organiques et des amines secondaires :
RN=C=Se + NHR’R’’ → Se=C(NRH)(NR’R’’)
On peut également utiliser des carboimides substitués comme suit:
RN=C=NR’ {\displaystyle {\xrightarrow[{\text{2) LiAlHSeH}}]{\text{1) HCl}}}} Se=C(NRH)(NR’H).

## Applications
La sélénourée est utilisée abondamment pour former des hétérocycles. En effet, certains composés hétérocycliques organoséléniés possèdent entre autres des vertus anti-inflammatoires et antitumorales, et la sélénourée est considérée comme le meilleur point de départ pour la production de telles molécules.
La sélénourée forme également des complexes avec les métalloïdes et des métaux de transition. Cette faculté à agir efficacement comme ligand est attribuée à l'effet de donneur d'électron des groupes amino qui stabilise la liaison π Se–M. Seule cette liaison a été observée dans les complexes formés par la sélénourée, tandis que la thiourée et l'urée se lient aux atomes métalliques également par leurs atomes d'azote.